# Federico Goded Echeverría
Federico Goded Echeverría (Madrid, 30 de noviembre de 1917-9 de abril de 1988) fue un ingeniero nuclear español.

## Biografía
Ingeniero de Caminos, Canales y Puertos (1944). Amplió estudios en las Escuelas Politécnicas de Lausana, Harwell, Argonne (Estados Unidos), y Calder-Hall (Inglaterra) e hizo prácticas en la división de equipos nucleares de la General Electric en Estados Unidos. En 1948 recibió el premio extraordinario del Patronato Juan de la Cierva y en 1950 el premio Juan de la Cierva del CSIC. Catedrático de nucleónica de la Escuela Técnica Superior de Ingenieros de Caminos Canales y Puertos. En 1955 formó parte de la delegación española en la Conferencia de Ginebra Átomos para la Paz. Formó parte del Consejo Superior de Obras Públicas y del Consejo de Seguridad Nuclear.
Fue catedrático de tecnología nuclear en la Universidad Politécnica de Madrid y de 1975 a 1981 en la Escuela de Ingeniería de la UNED, de la que fue director. En 1970 fue elegido académico de la Real Academia de Ciencias Exactas, Físicas y Naturales, ingresando con el discurso Distribuciones de neutrones térmicos. Trabajó en los campos de las granulometrías óptimas, elasticidad teórica y aplicada, mecánica cuántica, ingeniería nuclear o teoría de la relatividad.

## Obras
- Reactores de uranio natural (1956)
- Teoría de la elasticidad lineal y sus funciones de tensión Madrid : Dossat, 1959
- Mecánica cuántica Madrid : Dossat, 1965
- Relatividad general, estado actual y tendencias previstas, [Madrid] : Instituto de España, D. L. 1974.
- Elasticidad y resistencia de materiales, UNED, 1991. ISBN 84-362-0379-8
- La ciencia del desenlace de la última guerra mundial: discurso inaugural del año académico 1981-1982, leído en la sesión celebrada el día 28 de octubre de 1981, Madrid : Real Academia de Ciencias Exactas, Físicas y Naturales, 1981. ISBN 84-600-2430-X
- Introducción a la historia de la física del siglo XX UNED, 1978. ISBN 84-362-1303-3
- Elasticidad y resistencia de materiales con Luis Ortiz Berrocal, UNED, 1976. ISBN 84-362-0651-7